# Amalfikysten
Amalfikysten (italiensk:  Costiera amalfitana ) er en italiensk kyststrækning på sydsiden af Sorrentohalvøen. Den ligger i provinsen Salerno i regionen Campania. Den blev i 1997 opført  på UNESCOs liste over verdensarven.
Det er strækningen fra Positano i vest til Vietri sul Mare i øst som regnes som Amalfikysten. Langs kyststrækningen ligger desuden stederne Cetara, Maiori, Minori, Ravello, Atrani, Amalfi, Praiano og Scala.
Kyststrækningen er naturskøn, hvilket giver grundlag for en omfattende turisme.

## Historie
Gennem det 10. og 11. århundrede lå Hertugdømmet Amalfi på Amalfikysten med centrum i byen Amalfi. Amalfikysten  blev senere kontrolleret af  Fyrstedømmet Salerno.

## Geografi
Ligesom resten af regionen ligger Amalfikysten i  Middelhavsklimaet, med varme somre og mild vintre. Den ligger på den relativt stejle sydlige bred af Sorrentohalvøen, med kun lidt plads til landdistrikter og landbrugsarealer.
Kystområdet har et areal på 112,31 km² mellem Napolibugten og Salernobugten. 
Den eneste vej over land til  Amalfikysten  er den 40 km lange Strada Statale 163 der går langs kysten fra byen  Vietri sul Mare i øst til  Positano mod vest. Der er 13 kommuner  langs kysten, de fleste med turisme som hovederhverv.